# Royaume de Sicile
Pour les articles homonymes, voir Sicile (homonymie).
 (décembre 2024).
Si vous disposez d'ouvrages ou d'articles de référence ou si vous connaissez des sites web de qualité traitant du thème abordé ici, merci de compléter l'article en donnant les références utiles à sa vérifiabilité et en les liant à la section « Notes et références ».
1130–1816
Entités précédentes :
- Comté de Sicile
- Duché d'Apulie et de Calabre

Entités suivantes :
- Royaume de Naples (1282)
- Ordre de Saint-Jean de Jérusalem (Malte) (1753)
- Royaume des Deux-Siciles (1816)

Carte du royaume de Sicile en 1154.

Le royaume de Sicile (en italien : Regno di Sicilia ; en latin : Regnum Siciliae ; en sicilien : Regnu di Sicilia,,) est un État ayant existé en Sicile, dans le sud de la péninsule italienne ainsi que, pour un temps limité, en Afrique du Nord depuis sa création par Roger II en 1130 jusqu'en 1816. Il succède au comté de Sicile, fondé en 1071 lors de la conquête normande de l'Italie méridionale. L'île de Sicile est alors divisée en trois vali (de l'arabe wālī, « régions ») : le Val di Mazzara, le Val Demone et le Val di Noto. 
En 1282, pendant le bref règne de Charles d'Anjou, une révolte connue sous le nom de Vêpres siciliennes renverse la domination angevine sur l'île de Sicile. Les Angevins parviennent à maintenir le contrôle de la partie continentale du royaume, qui devient une entité distincte conservant le même nom de royaume de Sicile mais désigné pour des raisons pratiques comme le royaume de Naples, d'après sa capitale. De 1282 à 1409, l'île est dirigée par les Aragonais tout en conservant son indépendance avant d'être officiellement rattachée à la Couronne d'Aragon. À la suite de l'union dynastique de la Castille et de l'Aragon en 1479, elle devient une vice-royauté dépendant du royaume d'Espagne. Au cours de la guerre de succession d'Espagne (1700-1714), l'île est récupérée par la maison de Savoie. En 1720, la Savoie la cède à l'Autriche en échange de la Sardaigne. Elle entre ensuite sous la possession d'une branche des Bourbons et c'est au terme de la période napoléonienne que le royaume de Sicile est formellement réuni à celui de Naples pour former le royaume des Deux-Siciles, qui sera annexé en 1861 par le royaume d'Italie nouvellement unifié. 

## Histoire

### Conquête normande
L'histoire normande en Italie méridionale commence au XIe siècle lorsque les Lombards et les Byzantins engagent des mercenaires normands, descendants de Vikings établis dans le nord de la France, pour se prémunir face aux attaques des musulmans présents en Sicile ; c'est un aventurier du nom de Roger qui débarque à Messine à la tête d'une armée de 700 chevaliers non sans avoir déjà soumis l'Apulie et la Calabre. En 1068, Roger et ses hommes remportent une victoire décisive sur les forces musulmanes à Misilmeri mais il faut attendre la fin du long siège de Palerme pour que la Sicile passe intégralement sous domination normande en 1091.

### Période normande (1130-1198)

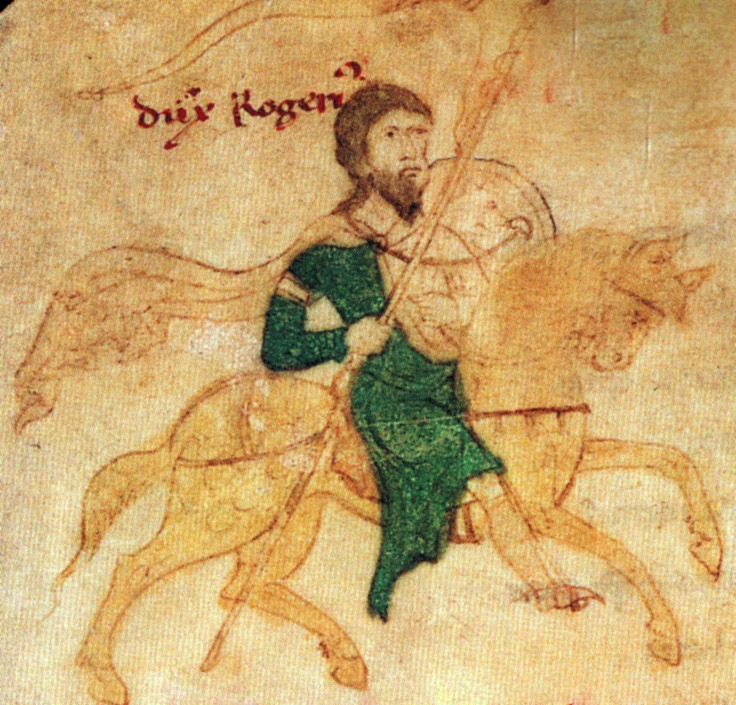
Roger II (roi de Sicile), premier roi de Sicile.

Le royaume normand est créé le jour de Noël de l'année 1130 par Roger II de Sicile avec la bénédiction du pape Innocent II et de l'antipape Anaclet II. Le nouveau monarque réunit pour ce faire les terres qu'il avait héritées de son père Roger Ier : l'archipel de Malte, conquis en même temps que le reste de l'émirat de Sicile ; le duché d'Apulie ainsi que le comté de Sicile, qui avaient appartenu à son cousin Guillaume d'Apulie jusqu'à sa mort en 1127 ; et tous les fiefs inféodés aux Normands situés plus au nord dans la péninsule italienne.
Innocent II, mécontent de l'entente entre Roger et son rival Anaclet, pousse l'empereur Lothaire III à attaquer la Sicile avec le soutien de l'empereur byzantin Jean II Comnène. Deux grandes armées, l'une conduite par le duc Henri le Superbe et l'autre par Lothaire en personne, envahissent le royaume de Sicile. Près du fleuve Tronto, Guillaume de Loritello se rend à l'empereur et lui ouvre les portes de la ville de Termoli. Rapidement, le comte Hugues II lui emboîte le pas et doit admettre sa défaite dans des conditions similaires. Les deux armées progressent donc rapidement par la défection de nombreux vassaux et s'unissent à Bari, d'où elles poursuivent leur campagne en 1137. Roger ouvre les négociations et propose d'offrir l'Apulie en fief à l'Empire en échange de la paix, ce que Lothaire refuse sous la pression du pape. Dans le même temps, l'armée impériale remet en cause l'utilité de cette campagne et se révolte.
Lothaire, qui espérait initialement la conquête totale du royaume de Sicile, finit par céder Capoue et l'Apulie à des seigneurs hostiles à Roger puis se résout à perdre les faveurs du pape en refaisant marche vers le nord. Il mourra le 4 décembre 1137 en traversant les Alpes. Roger reconquiert rapidement les territoires perdus et son fils, Roger III d'Apulie, parvient à capturer le pape en tendant une embuscade à son armée le 22 mars 1139 à Galluccio. Trois jours plus tard, Innocent est contraint de reconnaître le titre et les possessions de Roger en signant la paix de Mignano. Au deuxième concile du Latran d'avril 1139, il accuse Roger d'avoir maintenu une attitude schismatique envers la papauté et prononce son excommunication.
Roger aura passé la majeure partie de la décennie, depuis son couronnement jusqu'aux assises d'Ariano, à promulguer une série de lois par lesquelles il entendait centraliser les affaires de son royaume. Il repoussa également plusieurs invasions et mata les révoltes incessantes de ses vassaux, parmi lesquels Robert II d'Aversa, Rainolf d'Alife et Serge VII de Naples.
C'est grâce à la compétence de son amiral Georges d'Antioche que Roger agrandit son royaume le long des côtes de l'Ifriqiya aux dépens des Zirides et prend le titre de « roi d'Afrique », ouvrant la courte période de présence normande sur le continent africain. Parallèlement à cette conquête, la flotte sicilienne attaque et menace l'Empire byzantin à plusieurs reprises, confirmant la position de puissance méditerranéenne de premier plan que va occuper le royaume de Sicile pendant près d'un siècle.

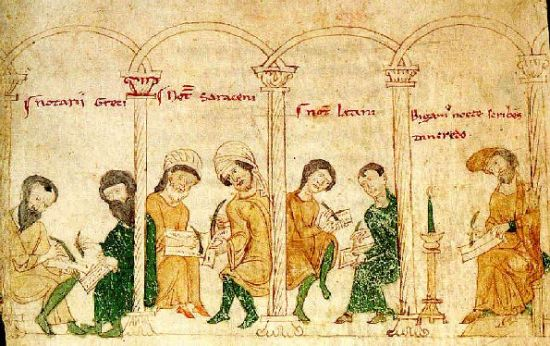
Enluminure de 1196 représentant des scribes écrivant dans plusieurs langues (de gauche à droite, des Grecs, des Sarrasins et des Latins), illustrant la diversité culturelle du royaume de Sicile à cette époque.

Le fils et successeur de Roger, Guillaume Ier, dit « Guillaume le Mauvais », souffre d'une grande impopularité auprès des chroniqueurs en raison de leur soutien aux révoltes baronniales qu'il réprime avec une grande fermeté. C'est notamment à cause d'une succession de révoltes de la part des seigneurs locaux d'Afrique du Nord que Guillaume perd la quasi-totalité de ses possessions africaines au cours des années 1150. Mahdia, dernier bastion normand en Afrique, est prise par les Almohades en 1160. Malgré les pertes territoriales, ses méthodes de répression se sont révélées être efficaces puisque le royaume est largement pacifié à sa mort en 1166. Or, la mort de son fils aîné Roger IV d'Apulie lors d'une révolte précédente et le trop jeune âge de son second fils Guillaume II contraignent le royaume à passer par une phase de régence exercée par Marguerite de Navarre, mère du jeune héritier, jusqu'en 1172 et, comme il est courant lors des périodes de régence, la succession royale a été menacée un temps par l'aspiration de certains nobles à accéder au pouvoir. Le long règne de Guillaume II est resté dans les mémoires comme deux décennies de paix et de prospérité continues pour le royaume et, contrairement à son père, il sera surnommé « Guillaume le Bon ». Son règne (1166-1189) est marqué par un rapprochement avec le pape et l'empereur germanique par le biais d'un mariage entre sa tante Constance et le fils de l'empereur Frédéric Barberousse, le futur Henri VI. C'est en outre en grande partie sous son règne que sont mises en œuvre en Sicile les traductions de textes grecs fondamentaux par Henri Aristippe, participant au mouvement de traduction d'œuvres scientifiques et philosophiques grecques et arabes dans le contexte de la Renaissance du XIIe siècle. Sa mort sans descendance légitime en 1189 entraîne une nouvelle crise de succession : sa tante Constance, héritière directe du trône en tant que fille de Roger II, fut longtemps écartée de la vie publique et entra au couvent jusqu'à son mariage avec le futur empereur Henri VI en 1184. Guillaume les désigna tous deux pour lui succéder et fit prêter serment de fidélité à ses vassaux de respecter sa volonté mais beaucoup d'entre eux ne souhaitaient pas voir le royaume de Sicile entrer dans l'influence du Saint-Empire romain germanique.
Avec le soutien des dignitaires, Tancrède de Lecce, bâtard du duc Roger III d'Apulie et donc petit-fils de Roger II, s'empare du trône en 1189. La même année, il doit faire face à une révolte fomentée par son cousin Roger d'Andria, ancien prétendant au trône qui apporte son soutien à Henri et Constance avant son exécution l'année suivante. Henri, empereur du Saint-Empire romain germanique depuis 1191, se lance à la conquête du royaume au nom des revendications de sa femme. L'opération est un échec, l'impératrice Constance est capturée et ce n'est qu'à la demande du pape qu'elle finit par être libérée. Toutefois, à la mort de Tancrède en 1194, la voie est libre pour Henri et Constance qui font déposer Guillaume III, le jeune fils de Tancrède, et sont couronnés roi et reine de Sicile, mettant un terme à la période normande du royaume qui passe à la maison de Hohenstaufen. Quant à la lignée des Hauteville, elle sera transmise au futur roi Frédéric de Sicile par l'intermédiaire de Constance.

### Période souabe (1198-1266)

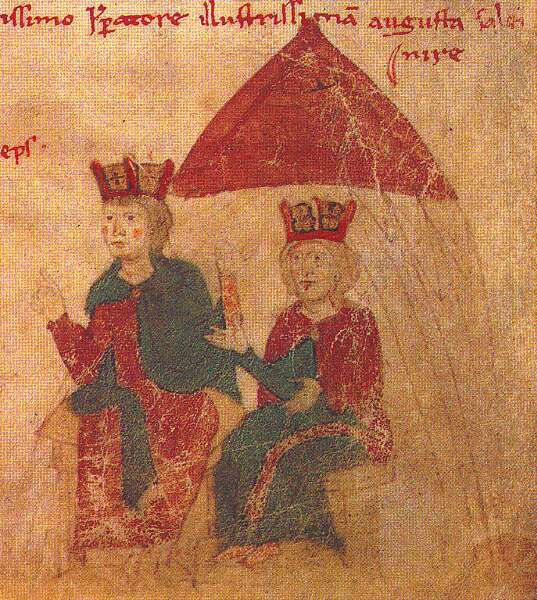
Henri VI et Constance de Sicile (1196).

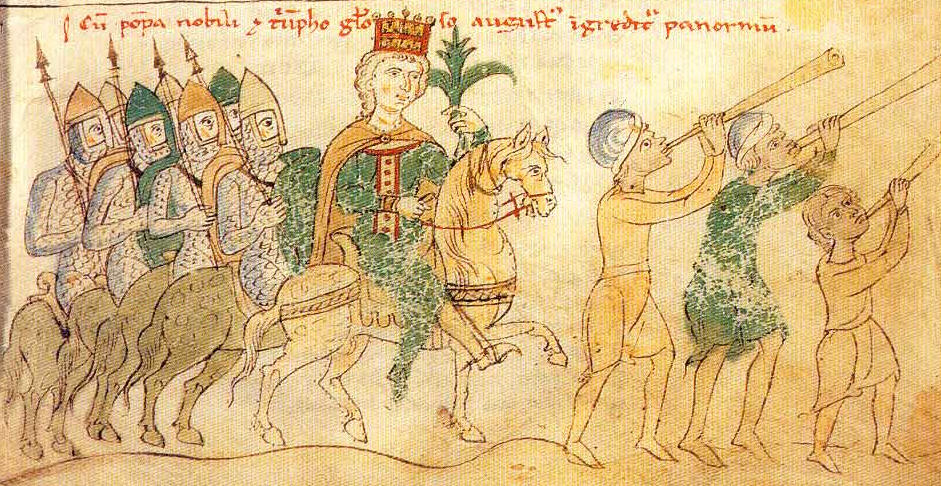
Marche triomphale d'Henri VI (empereur du Saint-Empire) vers Palerme.

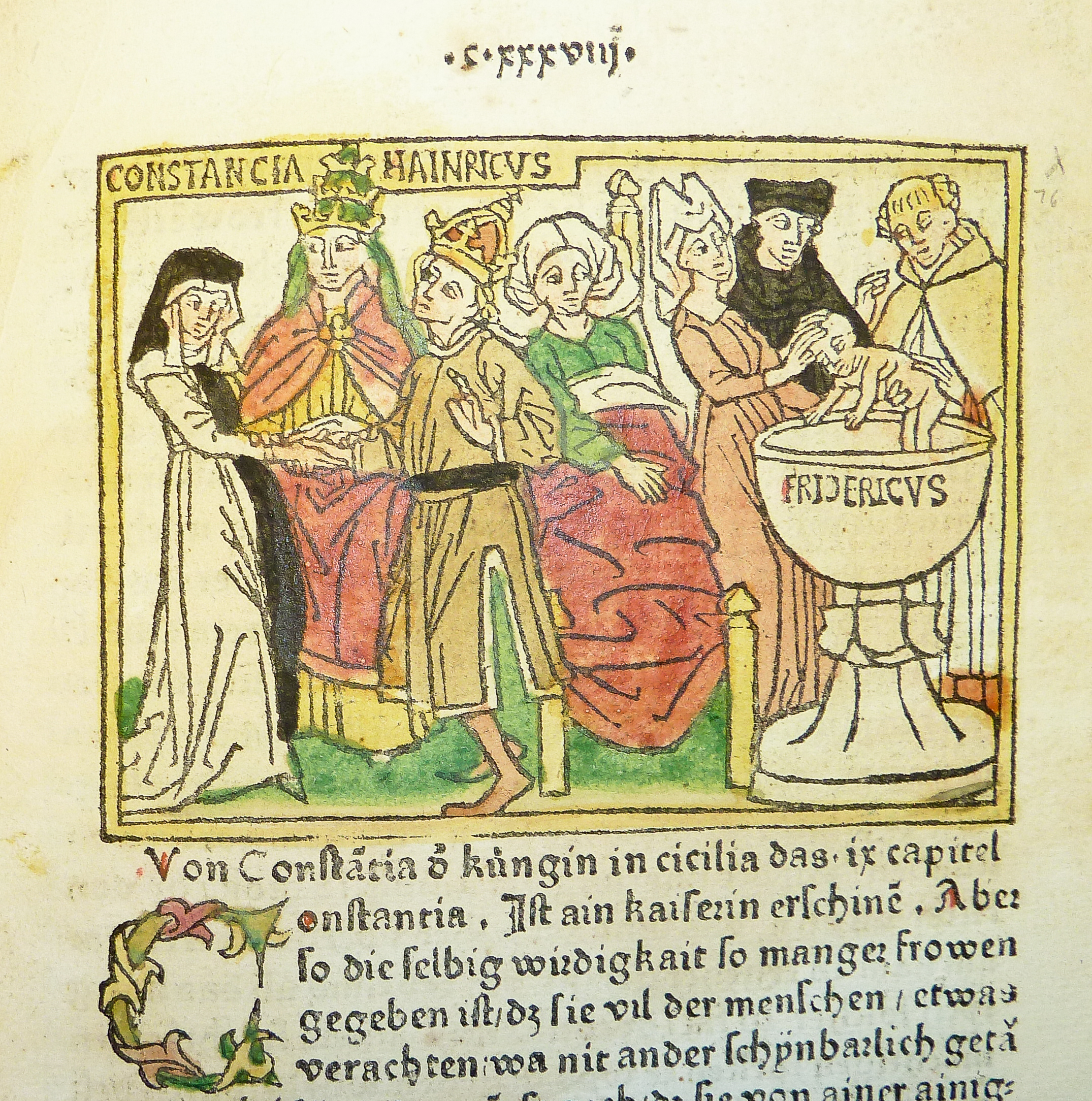
Gravure sur bois représentant Constance de Sicile et son mari l'empereur Henri VI au baptême de leur fils Frédéric II (empereur du Saint-Empire).

Le règne d'Henri VI a été bref, puisqu'il meurt en 1197. L'accession au trône de Frédéric, futur empereur romain germanique, a laissé le royaume sans pouvoir central fort du fait de sa jeunesse et des villes comme Naples ou Gaète ont commencé à développer des institutions communales tandis que barons et évêques usurpaient les prérogatives royales. En outre, la papauté cherchait à rompre l'encerclement des terres d'Église par les Hohenstaufen qui dominaient également le nord de l'Italie. Philippe de Souabe, oncle de Frédéric, tenta de sécuriser le titre du jeune roi en nommant Markward d'Annweiler, margrave d'Ancône, à la régence en 1198. Entre-temps, le pape Innocent III a consenti à reconnaître les droits de Frédéric après avoir réaffirmé l'autorité papale sur la Sicile, qui allait pourtant diminuer de manière constante dès la décennie suivante.
L'avenir des Hohenstaufen sur le trône est de nouveau remis en cause lorsque Gautier III de Brienne, après avoir épousé la fille de Tancrède de Sicile, sœur du roi déchu Guillaume III, pousse son beau-frère à revendiquer le royaume en 1201. L'année suivante, une armée levée par l'évêque Gautier de Palear et Diépold d'Acerra est défaite par Gautier de Brienne. Markward finit par être assassiné et Frédéric lui-même est capturé par Guillaume de Capparone, un allié de Pise. Diépold poursuit la guerre qui s'étend sur une grande partie de la péninsule italienne jusqu'à la mort du prétendant rival en 1205. Frédéric est libéré de Capparone en 1206 et sa tutelle est confiée à Gautier de Palear. Gautier de Brienne capture le palais royal en signe de protestation et s'oppose à Diépold d'Acerra. La guerre ne prendra réellement fin qu'à la majorité du roi.
En 1220, Frédéric II est couronné empereur. Aux assises de Capoue en décembre de la même année, il rappelle la loi normande de Roger II et annule les concessions ultérieures à 1189, pour punir ceux qui ont abusé de la vacance du pouvoir. En 1231, les constitutions de Melfi (également connues sous le nom de Liber Augustalis), inspirées du droit romain écrit, sont promulguées. Il s'agit d'un recueil de lois considérable pour l'époque qui centralise encore plus les affaires du royaume ; par exemple, les citoyens n'étant plus autorisés à porter des armes ou une armure en public à moins d'appartenir à la garde royale, les risques de révoltes sont réduits. Ces constitutions firent du royaume de Sicile une monarchie absolue, ainsi le premier État centralisé d'Europe à émerger du féodalisme. Le Liber Augustalis subira peu de modifications et restera le fondement du droit sicilien jusqu'en 1819. Sous son rège, Frédéric fit édifier le Castel del Monte et fonda, en 1224, l'université de Naples, appelée de nos jours université « Frédéric-II ».
Le monarque dut également repousser une invasion papale en 1228-1230 aux dernières années de son règne et, après sa mort, il fut remplacé par Conrad IV de Hohenstaufen. L'héritier légitime de Conrad, Conradin, étant encore trop jeune lorsqu'il était temps pour lui de gouverner, Manfred, fils illégitime de Frédéric II, s'empara du trône et régna pendant quinze ans tandis que les autres héritiers Hohenstaufen étaient trop préoccupés par leurs responsabilités en Allemagne. Cette usurpation amène de nouveaux conflits avec les États pontificaux qui, à la place du jeune Conradin maintenu en sécurité de l'autre côté des Alpes, se retrouve avec un chef militaire compétent pour voisin qui n'a pas hésité à apporter son soutien à la cause gibeline à la bataille de Montaperti en 1260. Le royaume parvient à défendre ses positions mais est déclaré en déshérence par le pape en raison de la déloyauté des Hohenstaufen. Face à cette sanction radicale, Manfred conclut un accord avec Louis IX, roi de France. Le frère de Louis, Charles d'Anjou, hériterait du royaume de Sicile à condition qu'il reconnaisse la suzeraineté du pape, éponge une partie de la dette papale et accepte de payer à sa place le tribut annuel qu'il doit aux États pontificaux, la chinèa.
La famille noble des Miossi est chargée en 1251 par le pape Innocent IV de gouverner le royaume. Lorsqu'une énième tentative de négociation aboutit à une impasse en 1262, le pape Urbain IV prend la décision de combattre son encombrant voisin par tous les moyens possibles et offre la couronne de Sicile au même Charles d'Anjou. Avec l'appui du pape et des guelfes, ce dernier descend l'Italie et bat Manfred à la bataille de Bénévent en 1266, entérinant la conquête angevine, puis Conradin à la bataille de Tagliacozzo en 1268, avec qui s'éteint la lignée mâle des Hohenstaufen.

### Période angevine (1266-1282)

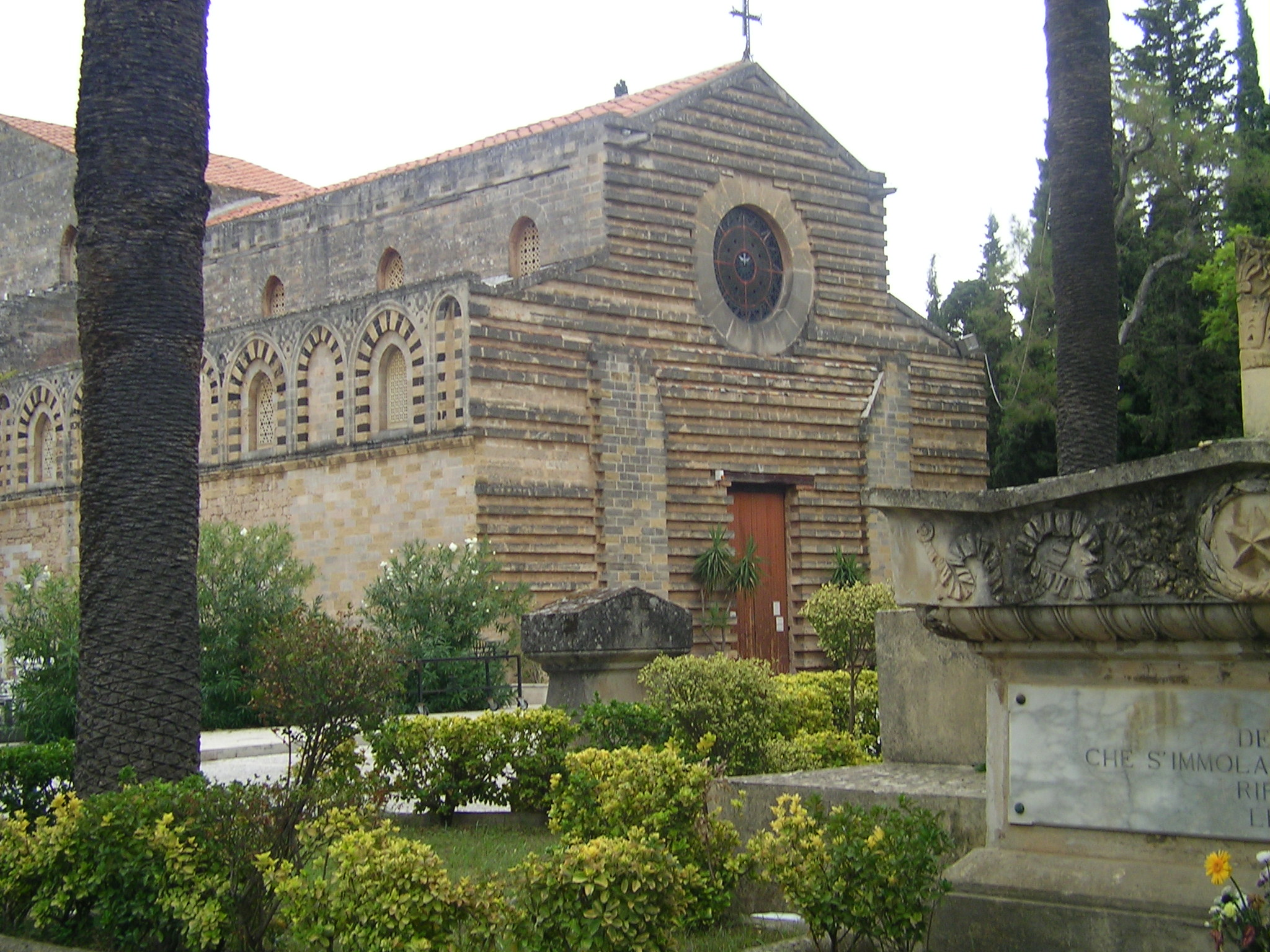
Église du Saint-Esprit de Palerme, dite « chiesa dello Vespro » (église du Vêpre).

En 1266, les conflits incessants entre la maison de Hohenstaufen et la papauté conduisent à la conquête de la Sicile par Charles Ier d'Anjou.
La forte impopularité de l'administration française due à une fiscalité oppressive ainsi qu'au privilégiement du nord du royaume au détriment de la Sicile proprement dite (qui se traduit notamment par le transfert de la capitale de Palerme à Naples), combinée à l'incitation à la rébellion par des agents de la couronne d'Aragon et de l'Empire byzantin, conduit à l'insurrection des Vêpres siciliennes rapidement suivie par une intervention du roi Pierre III d'Aragon en 1282. La guerre qui s'ensuit dure vingt ans jusqu'à la paix de Caltabellotta en 1302, aboutissant au partage du royaume de Sicile en deux. L'île de Sicile, dite « royaume de Sicile au-delà du phare » ou royaume de Trinacrie (la Trinacria), revient à Frédéric III de la maison de Barcelone. Les territoires péninsulaires (le Mezzogiorno), ou « royaume de Naples », terme impropre mais devenu courant auprès des érudits contemporains pour le distinguer du premier, revient à Charles II de la Maison d'Anjou. Cette paix n'est toutefois que la reconnaissance d'un statu quo précaire. La division du royaume devient définitive en 1372 en vertu du traité de Villeneuve et, bien que les rois d'Aragon parviendront à cumuler les deux titres à partir du XVe siècle, les couronnes de Naples et de Sicile seront formellement séparées jusqu'à la réunion des Deux-Siciles en 1816.

### Périodes aragonaise et espagnole (1282-1700)

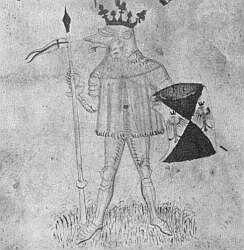
Martin Ier, roi de Sicile de 1390 à 1409.

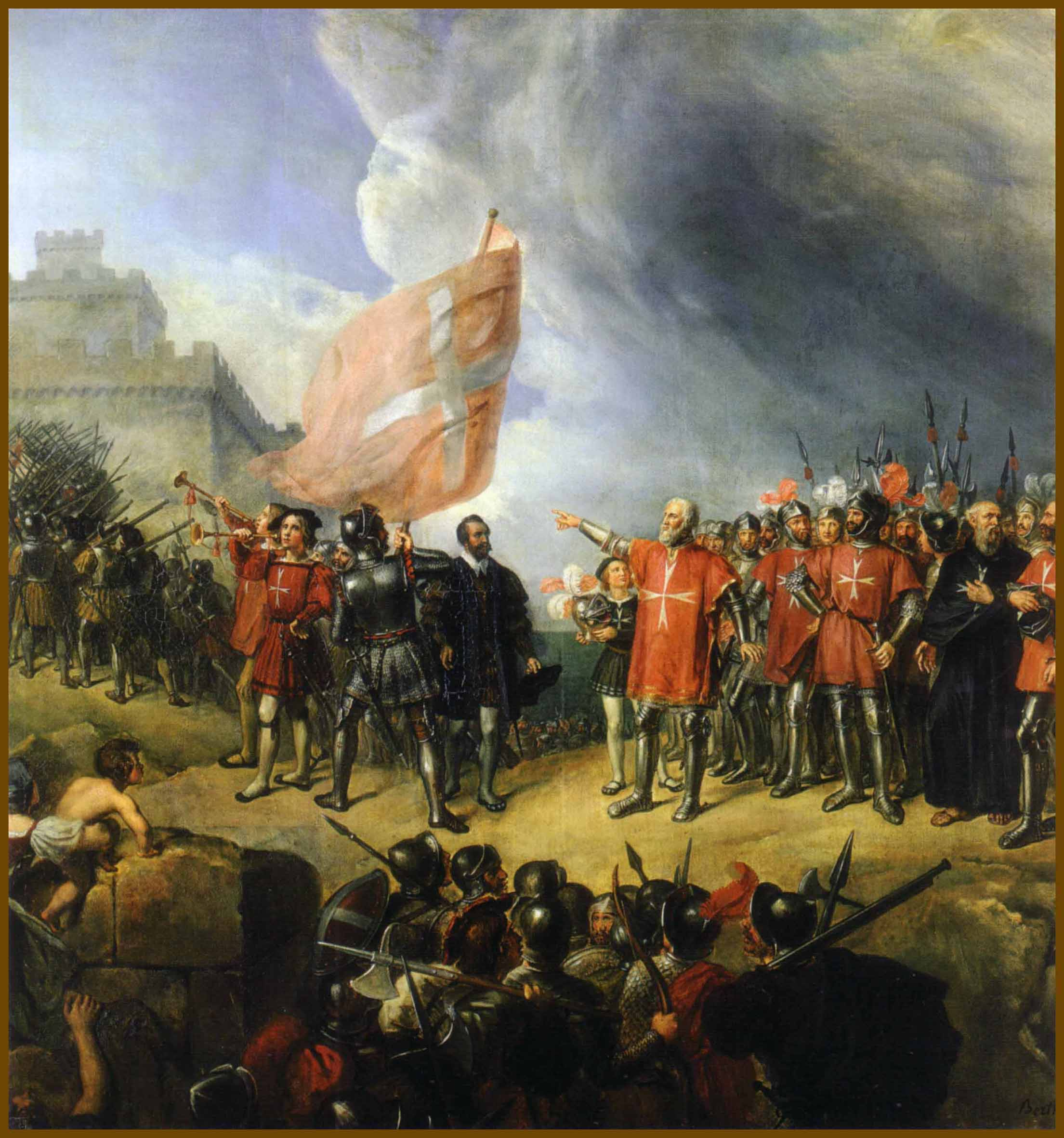
Prise de possession de Malte en 1530 par Philippe de Villiers de L'Isle-Adam, René Théodore Berthon.

La Sicile est administrée en tant que royaume indépendant par des branches cadettes de la Maison d'Aragon jusqu'en 1409, date à laquelle elle devient partie intégrante de la couronne d'Aragon. Alors que le royaume de Naples est gouverné par René d'Anjou, Alphonse V d'Aragon parvient à récupérer son trône après le siège victorieux de Naples et le renoncement de René à revendiquer son dû le 6 juin 1443. Avant sa mort, Alphonse répartit ses possessions et offrit le royaume de Naples en héritage à son fils bâtard Ferdinand Ier de Naples, qui régna de 1458 à 1494, tandis que le reste de la couronne d'Aragon avec la Sicile échut à son frère Jean II d'Aragon puis Ferdinand II d'Aragon en 1479. En 1494, à la mort de Ferdinand Ier de Naples, le roi de France Charles VIII, réclamant l'héritage angevin, pénètre en Italie. C'est le début de la première guerre d'Italie (1494-1497). Les Français sont à Naples en février 1495, mais ils en sont rapidement chassés et Ferdinand II de Naples, le petit-fils de Ferdinand Ier, récupère son trône. En 1500, Louis XII et Ferdinand II d'Aragon décident par le traité de Grenade d'attaquer simultanément le royaume de Naples pour se le partager, mais, dès 1502, Français et Aragonais se brouillent. Finalement, en 1504, Louis XII renonce à Naples et les monarques aragonais obtiennent gain de cause en réunissant les deux trônes, dont ils détiendront les titres, sous les vice-rois de la couronne d'Aragon puis du royaume d'Espagne, jusqu'à la fin de la fin de la branche espagnole de la maison de Habsbourg en 1700. Peu après la mort de Ferdinand II en 1516, son petit-fils Charles Quint devient roi de Sicile.
En 1530, Charles Quint, alors également devenu empereur du Saint-Empire romain germanique et roi d'Espagne, s'efforce de protéger Rome des invasions ottomanes venues du sud et donne pour ce faire les îles de Malte et de Gozo aux chevaliers de l'Ordre de Saint-Jean de Jérusalem en fief perpétuel en échange de la redevance annuelle de deux faucons maltais qu'ils doivent envoyer au vice-roi de Sicile le jour de la Toussaint. L'archipel maltais avait appartenu au comté puis au royaume de Sicile depuis 1091. La relation féodale entre Malte et le royaume de Sicile s'est maintenue tout au long de la présence de l'Ordre sur les îles jusqu'à l'occupation française de Malte en 1798.

### Périodes savoyarde et Habsbourg (1713-1735)
En 1700, la mort de Charles II d'Espagne sans descendance légitime déclenche la guerre de Succession d'Espagne. À l'issue de celle-ci en 1713, les traités d'Utrecht attribuent la Sicile au duc de Savoie Victor-Amédée II et Naples à l'empereur Charles VI. Ce gain territorial permet à Victor-Amédée II d'accéder au titre de roi, et il inaugure son règne en visitant l'île pendant un an avant de retourner dans sa capitale, Turin, où son fils Victor-Amédée avait exercé la régence en tant que prince du Piémont. En Espagne, les conséquences de la guerre ne sont pas acceptées et la guerre de la Quadruple-Alliance est déclenchée. En 1718, les Espagnols reprennent la Sicile et n'en sont chassés que grâce à l'aide de la coalition alliée. Lorsqu'il devint évident que la Savoie ne serait pas capable de défendre un territoire aussi lointain du sien que la Sicile, l'Autriche lui imposa d'échanger la Sicile contre le royaume de Sardaigne par le traité de Londres. La Sicile étant alors un pays riche peuplé par plus d'un million d'habitants contrairement à la Sardaigne qui était très pauvre et faiblement peuplée (quelques centaines de milliers d'habitants), le roi protesta contre cette décision mais n'était pas en position de s'opposer à son « alliée » qui venait tout juste de sauver son royaume. L'échange sera effectif en 1720 lors de la paix de La Haye par laquelle l'Espagne s'admettra vaincue. La Sicile rejoint alors les possessions des Habsbourg d'Autriche qui règnent déjà sur Naples. De son côté, Victor-Amédée de Savoie ne renoncera définitivement à ses prétentions royales sur la Sicile et tous ses titres subsidiaires (roi de Chypre et de Jérusalem) que trois ans plus tard, en 1723.

### Période Bourbon (1735-1816)

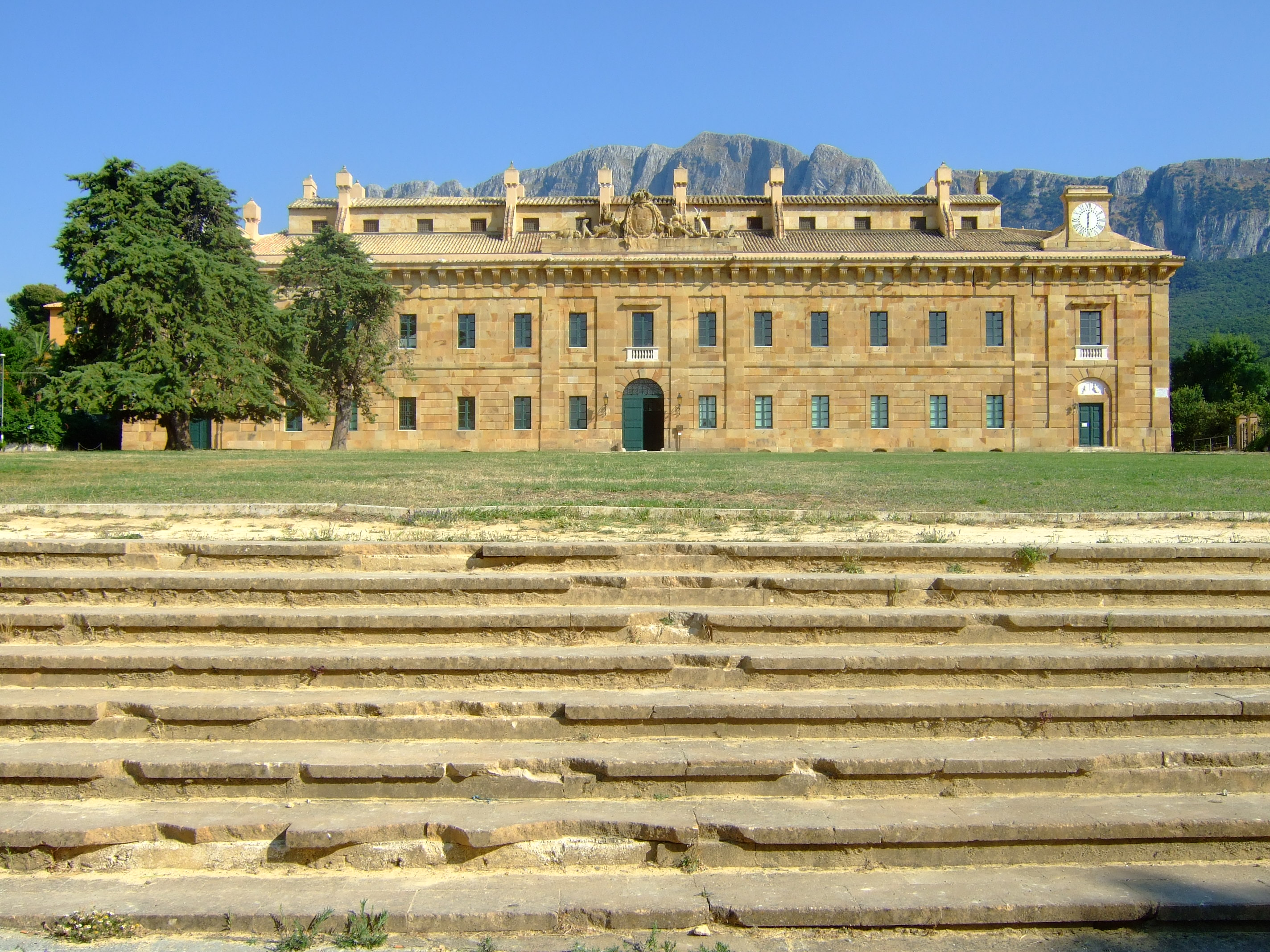
Real Casina di Caccia della Ficuzza.

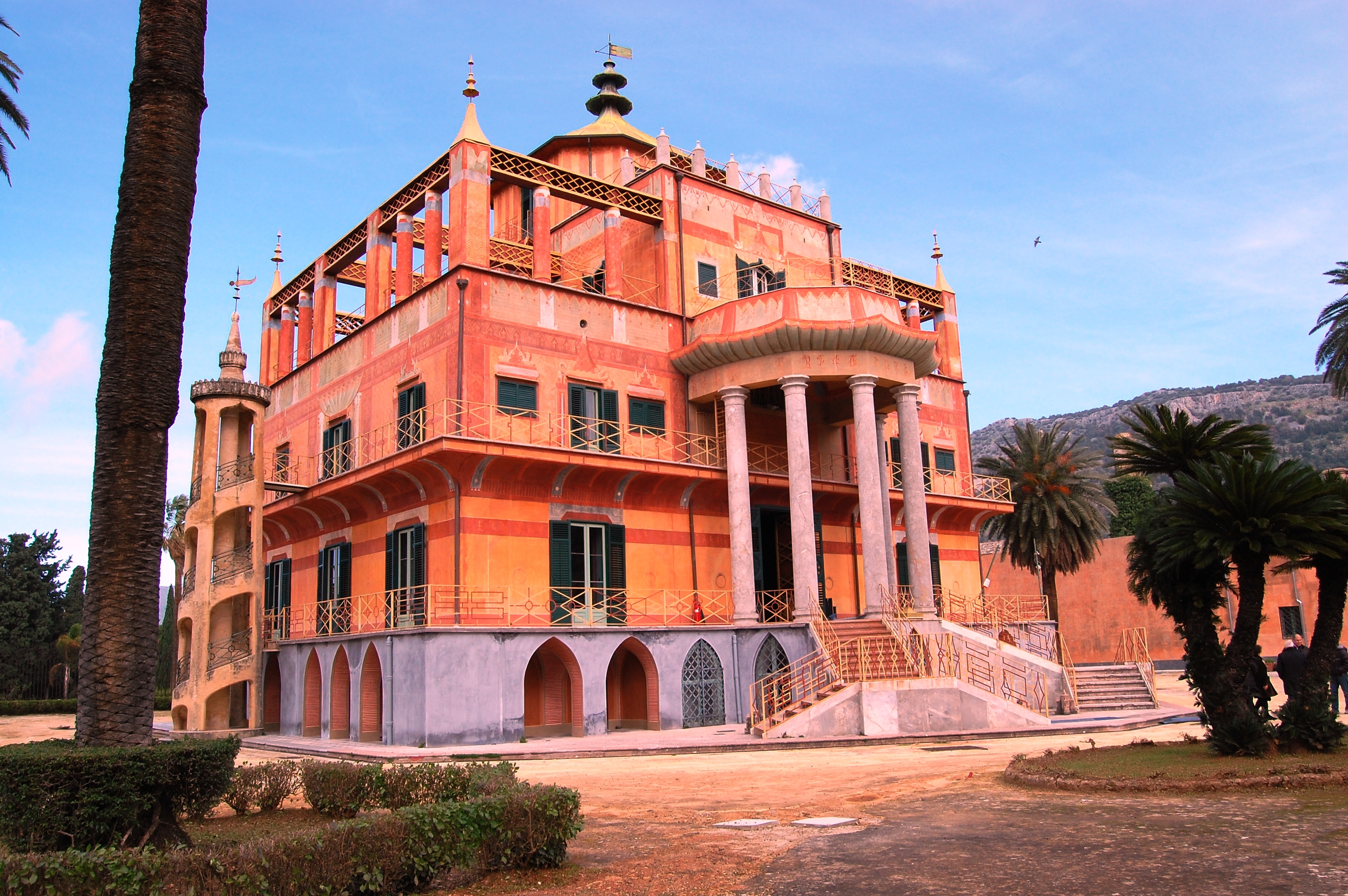
La palazzina Cinese de Palerme, construite par Ferdinand III de Sicile.

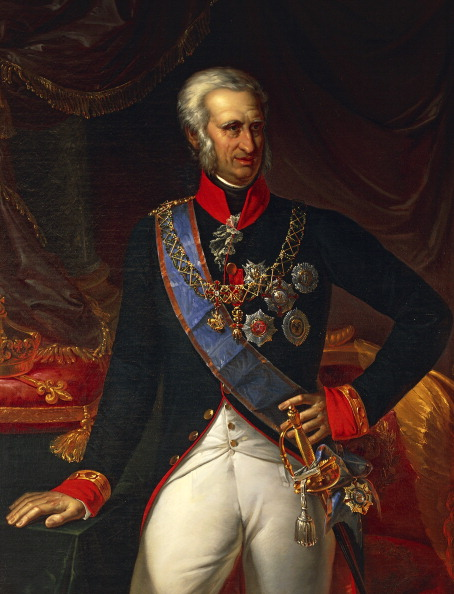
Ferdinand III.

En 1734, au lendemain de la guerre de succession de Pologne, le roi Philippe V d'Espagne conquiert le royaume de Naples et y place sur le trône son fils cadet, le duc Charles de Parme, qui devient roi sous le nom de Charles VII de Naples, donnant naissance à une branche cadette de la maison de Bourbon. En plus de ses possessions napolitaines, il devient roi de Sicile sous le nom de Charles V de Sicile l'année suivante, après que l'Autriche eut renoncé à la Sicile et à ses prétentions sur Naples en échange du duché de Parme et du grand-duché de Toscane. Il est sacré et couronné roi de Sicile et de Jérusalem à Palerme le 3 juillet 1735. Ce changement dynastique s'accompagne d'une nouvelle ère de prospérité économique permise par des réformes sociales et politiques ainsi que des projets publics et des initiatives culturelles à l'instigation du roi. Ce dernier conserve son titre de roi de Sicile jusqu'à son accession au trône d'Espagne sous le nom de Charles III d'Espagne en 1759, le traité de Vienne conclu vingt ans plus tôt avec l'Autriche interdisant l'union des domaines italiens avec la couronne espagnole.
Le 6 octobre 1759, il abdique alors en faveur de son troisième fils Ferdinand, qui monte sur le trône sous les noms de Ferdinand IV de Naples et III de Sicile. Toujours mineur, Ferdinand grandit dans un luxe indolent tandis que l'exercice réel du pouvoir était confié en toute sécurité à un conseil de régence présidé par Bernardo Tanucci. Or, conséquence de son éducation, le roi Ferdinand demeure relativement indifférent aux affaires de l'État à sa majorité et la plupart des réformes bénéfiques apportées par son père sont révoquées par sa mère la reine Marie-Caroline d'Autriche et Tanucci (jusqu'en 1777) puis John Acton. Ce dernier tente de soustraire Naples et la Sicile des girons espagnol ou autrichien pour les ramener dans la sphère d'influence de la Grande-Bretagne dont les intérêts sont représentés sur place par William Hamilton. C'est l'époque du Grand Tour, et des dizaines d'intellectuels viennent de toute l'Europe en Sicile dont ils vantent la beauté naturelle et la richesse historique sur le continent tout en y semant les idéaux du siècle des Lumières.
En 1799, Napoléon conquiert Naples, contraignant Ferdinand et sa cour à fuir vers la Sicile sous la protection de la flotte britannique commandée par Horatio Nelson. Alors que Naples expérimente divers régimes politiques sous la République parthénopéenne puis le royaume napoléonien de Naples, tous des États fantoches au service de la France, la Sicile devient quant à elle la base d'opérations militaires britannique en Méditerranée d'où elle lutte avec férocité contre le gigantesque empire de Napoléon. Sous l'influence des Britanniques, particulièrement de lord William Bentinck qui est gouverneur général de l'armée, la Sicile tente de moderniser son appareil constitutionnel et force le roi à ratifier une constitution calquée sur le modèle anglais. L'île passe officiellement sous occupation britannique de 1806 à 1814. Le changement le plus important apporté par le nouveau système politique est la formation d'un parlement composé de deux chambres (contre trois auparavant) ainsi que l'abolition totale du féodalisme.
À la suite de la défaite de Napoléon en 1815, Ferdinand annule toutes les réformes précédemment accordées et finit même par rayer le royaume de Sicile de l'existence (après une histoire longue de huit siècles) en créant le tout nouveau royaume des Deux-Siciles avec Naples pour capitale en 1816. Le peuple sicilien se révolte contre cette violation de ses statuts séculaires (que chaque roi, y compris Ferdinand lui-même, devait jurer de respecter le jour de son sacre) et subit une impitoyable répression de la part des troupes royales avec l'appui militaire de l'Autriche en 1820. En janvier 1848, une véritable révolution sicilienne voit le jour et l'île échappe temporairement au pouvoir des Bourbon de Naples, les indépendantistes rétablissant un éphémère royaume indépendant de Sicile qui existe du 25 mars 1848 au 15 mai 1849, jusqu'à la restauration du royaume des Deux-Siciles par les troupes royales. Le nouveau roi, Ferdinand II des Deux-Siciles, sera surnommé le Re Bomba après avoir intensément bombardé Messine pendant 5 jours en guise de représailles. L'hostilité croissante du peuple comme des élites siciliennes envers Naples et la dynastie des Bourbon ne dégénère pas en guerre ouverte uniquement par le recours systématique à des exécutions politiques et des exils sous un régime policier qui se fait de plus en plus oppressif.

## Population et société
Sous le royaume normand de Sicile, les privilèges de chaque communauté locale sont demeurés intacts. Ce sont les membres de la dynastie Hohenstaufen qui substituèrent à la noblesse locale des seigneurs venus du nord de l'Italie, provoquant des tensions voire des rébellions contre la nouvelle classe dirigeante tant dans les villes que dans les communautés rurales. Ces révoltes aboutirent à la dévastation de nombreux champs agricoles et à la montée en flèche d'un nationalisme (terme anachronique dans un contexte médiéval mais dont la définition se rapproche assez bien de la réalité des faits) qui atteint son paroxysme lors des Vêpres siciliennes renversant la domination angevine sur l'île. Ces derniers, au cours de leur règne bref, ont démarré le processus de féodalisation du royaume en augmentant considérablement les pouvoirs de la noblesse, notamment en lui accordant la juridiction sur la haute justice.
La couronne d'Aragon, pourtant soutenue à l'origine par les citadins de l'île, renforce encore la féodalisation de l'île. En 1669, une éruption de l'Etna ravage la ville de Catane et, en 1693, 5 % de la population insulaire est tuée par un tremblement de terre au cours d'une période troublée qui voit également la réapparition des épidémies de peste. À partir de cette époque, le déclin du royaume de Sicile sera quasi perpétuel tandis que la corruption se généralise parmi les classes supérieures. Ces abus de pouvoir, couplés aux mauvais traitement infligés par les seigneurs à leurs sujets, mènent à la création de larges groupes de brigands s'attaquant à la noblesse en ravageant ses fiefs. Cette tradition criminelle sera à l'origine de la mafia sicilienne moderne. L'escalade des tensions avec la monarchie conduit finalement le peuple sicilien à approuver l'unification avec l'Italie.
Le royaume disposait d'un parlement depuis 1097 et le maintint jusqu'à la nouvelle constitution sicilienne de 1812.

### Démographie
Sous le règne de Frédéric II (1198-1250), le royaume aurait compté environ 2,5 millions d'habitants et trois villes de plus de 20 000 habitants chacune. À la suite de la perte des provinces péninsulaires en 1282 lors des Vêpres siciliennes et d'autres catastrophes d'ordre naturel comme une éruption de l'Etna en 1669, le royaume de Sicile a pu connaître d'importantes récessions démographiques. En 1803, la population de l'île était de 1 656 000 habitants, et ses villes les plus peuplées étaient par ordre décroissant Palerme, Catane, Messine, Modica et Syracuse.
| Unité administrative | Population |
| -------------------- | ---------- |
| Val di Mazzara       | 643 000    |
| Val Demone           | 521 000    |
| Val di Noto          | 459 000    |
| Îles Éoliennes       | 18 000     |
| Îles Égades          | 12 000     |
| Île de Pantelleria   | 3 000      |
| Population totale    | 1 656 000  |

| Ville    | Population |
| -------- | ---------- |
| Palerme  | 120 000    |
| Catane   | 40 000     |
| Messine  | 36 000     |
| Modica   | 23 500     |
| Syracuse | 17 000     |

### Religions

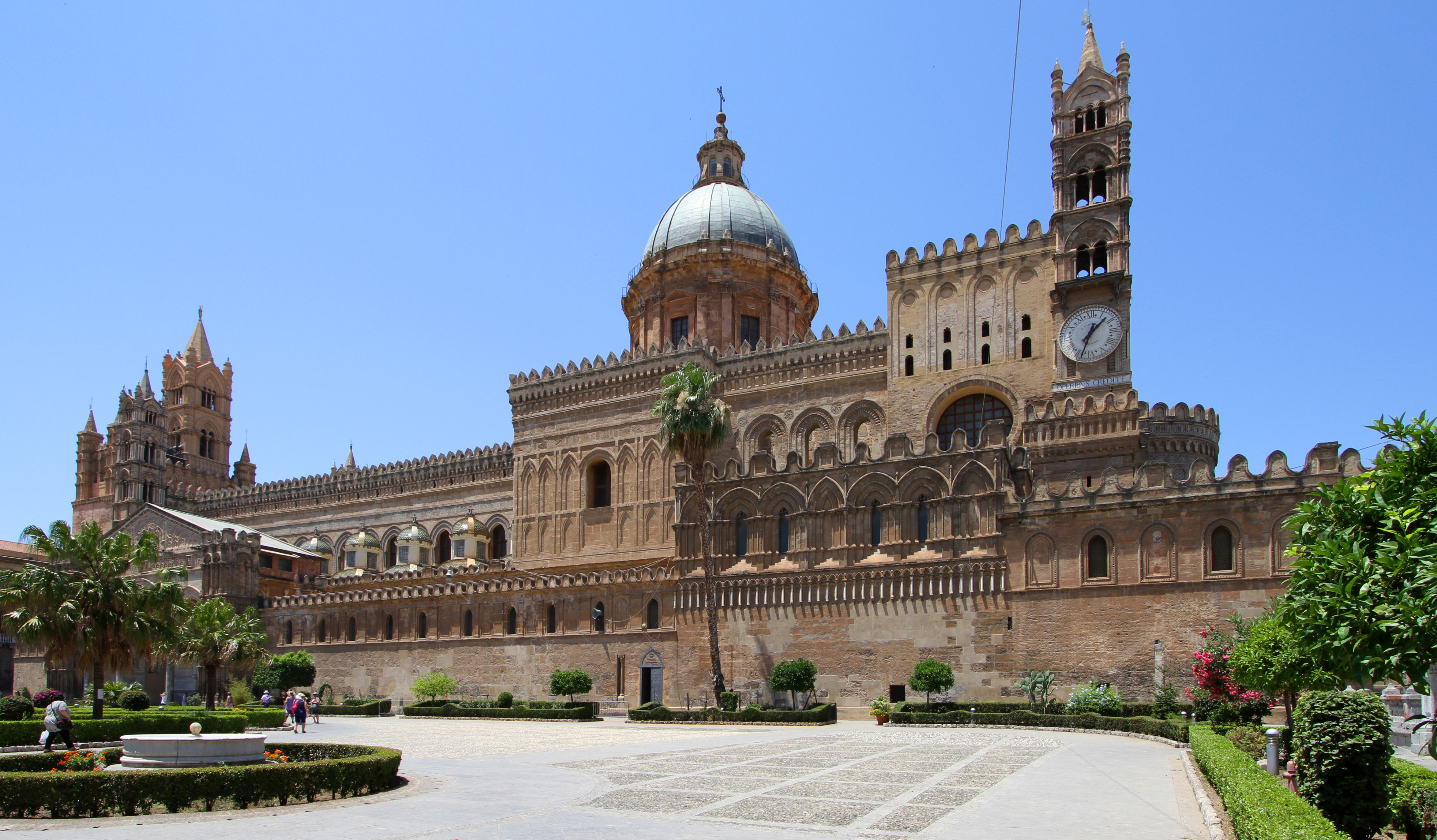
Cathédrale de Palerme.

Sous le règne des Normands, plusieurs communautés religieuses différentes coexistaient au sein du royaume de Sicile : catholiques latins, catholiques grecs, musulmans et juifs. Toutefois, malgré la tolérance religieuse dont fait preuve le pouvoir en place, son identité catholique et latine tend à favoriser la religion catholique. Les évêques de rite grec étaient forcés de reconnaître la primauté de l'Église romaine en Sicile, tandis que les communautés musulmanes n'étaient plus guidées par des émirs locaux. Les chrétiens de langue grecque, les chrétiens latins et les musulmans interagissaient régulièrement entre eux et étaient impliqués dans la vie communautaire des autres, tant économiquement ou linguistiquement que culturellement. Certains même se mariaient entre eux. Les catholiques vivant dans un village arabophone pouvaient par exemple adopter des noms arabes voire musulmans. Dans la plupart des villes, chaque communauté religieuse avait son propre ordre administratif et judiciaire. À Palerme, les musulmans étaient autorisés à appeler publiquement à la prière dans les mosquées et leurs problèmes juridiques étaient réglés par des cadis, des juges qui statuaient conformément à la loi islamique. Au XIIe siècle, le royaume de Sicile reconnaît le christianisme comme religion d'État.
Sous l'autorité des Hohenstaufen, alors que les catholiques qu'ils soient romanophones ou hellénophones ont pu conserver leurs privilèges, la population musulmane est de plus en plus opprimée. Des colons du nord de l'Italie sont installés dans des propriétés musulmanes et ces derniers commencèrent à se révolter ou à s'établir dans les régions montagneuses moins densément peuplées. Les révoltes aboutirent à des actes de violence généralisés envers eux et les premières déportations de musulmans se sont produites sous le règne de Frédéric II. En fin de compte, le roi déplaça toute la population musulmane restante dans les villes de Lucera, dans les Pouilles, et de Girifalco, en Calabre, où elle était soumise à un impôt plus élevé que les autres citoyens et avait le statut d'ouvriers agricoles, artisans ou arbalétriers sous l'autorité directe de la royauté. Le statut spécifique des musulmans de Lucera est dissout en 1300 par Charles II de Naples qui les revend comme esclaves tandis que ceux de Girifalco étaient déjà culturellement assimilés et convertis au reste de la population locale. Quant à la communauté juive, elle est expulsée pendant la brève mais intense période d'instauration de l'Inquisition espagnole en Sicile, de 1493 à 1513. Certains Juifs sont restés au péril de leur vie mais furent progressivement assimilés et convertis au catholicisme pour la plupart.

## Économie
La grande fertilité des terres siciliennes a incité les rois normands à faire venir des colons des régions voisines ou à déplacer des agriculteurs sur des terres qu'il fallait mettre en valeur, ce qui permit au royaume d'obtenir des rendements agricoles particulièrement abondants. Les principales ressources économiques du royaume de Sicile à cette époque étaient toutefois ses villes portuaires d'où la production locale était exportée, à commencer par Naples et Amalfi. Les principales exportations du royaume étaient de très loin le blé dur, suivi des fruits à coque, du bois, de l'huile, du fromage, des peaux pour la tannerie, du chanvre et du tissu. Les céréales et autres produits secs étaient mesurés en salme, dont une unité équivalait à 275 à 300 litres selon les régions. La salma était elle-même divisée en 16 tumoli, et un tumolo équivalait à 193 litres. Le poids était quant à lui mesuré en cantari, et un cantaro équivalait à environ 79 kilogrammes divisés en cent rottoli. Le tissu était quantifié en canne (une canna = 2 mètres de long). Vers la fin du XIIe siècle, Messine s'impose à son tour comme l'une des principales cités marchandes du royaume.
La production sicilienne était exportée à travers la Méditerranée, notamment vers Gênes, Pise, dans l'Empire byzantin ou en Égypte. Au cours du XIIe siècle, la Sicile devient la première pourvoyeuse de matières premières pour les villes du nord de l'Italie, notamment Gênes. Au fil des siècles, cette relation économique s'est néanmoins révélée moins avantageuse pour la Sicile sur le long terme, et certains historiens modernes la considèrent comme une forme d'exploitation. En outre, la plupart des chercheurs considèrent que la Sicile entre en déclin à partir du Moyen Âge tardif, bien que ni la raison ni l'élément concrets conduisant à cet inexorable chute ne fassent toujours consensus. L'hypothèse la plus souvent avancée est la féodalisation progressive de la société sous la domination angevine qui a fortement amenuisé la richesse et le trésor royal de Sicile. La dépendance des Angevins vis-à-vis du commerce nord-italien et leurs financements par des banquiers florentins ont été les principaux facteurs du déclin économique du royaume qui, couplés à l'augmentation démographique et notamment de l'urbanisation, ont conduit à une diminution de la production agricole et de ses rendements.
En 1800, un tiers des cultures insulaires étaient pratiquées selon des méthodes devenues obsolètes, ce qui aggravait d'autant plus la situation financière. Au terme de la domination espagnole, le système commercial était également inefficace par rapport aux périodes précédentes en raison des taxes élevées sur les exportations et des sociétés monopolisatrices qui fixaient arbitrairement les prix.

### Monnaie

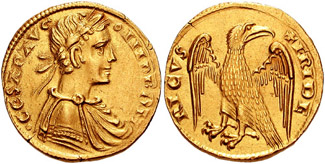
Augustale provenant de Messine.

Au XIIe siècle, les souverains normands utilisaient comme monnaie le tarì, en usage sur l'île depuis 913. Un tarì pesait environ un gramme pour 161⁄3 carats d'or et avait quatre fois moins de valeur qu'un dinar arabe et six fois moins qu'un solidus byzantin. Une onza ne valait pas moins de trente tarì et cinq florins, et le tarì équivalait à vingt grani, dont le grano équivalait à six denari. La circulation des pièces de cuivre romesina cessèrent en 1140 pour être remplacées par le follaris, dont vingt-quatre pièces valaient un miliarésion byzantin.
À la suite de sa victoire sur les Tunisiens en 1231, le roi Frédéric Ier commença à frapper l'augustalis, qui pesait 5,28 grammes pour 211⁄2 carats d'or. Les triumphi sont frappés en Sicile à partir de 1490, un triumpho valant un ducat vénitien soit 111⁄2 aquilae, qui valait vingt grani. Dans les transactions quotidiennes, les Siciliens employaient majoritairement le tarì.